# إحداثيات قمرية

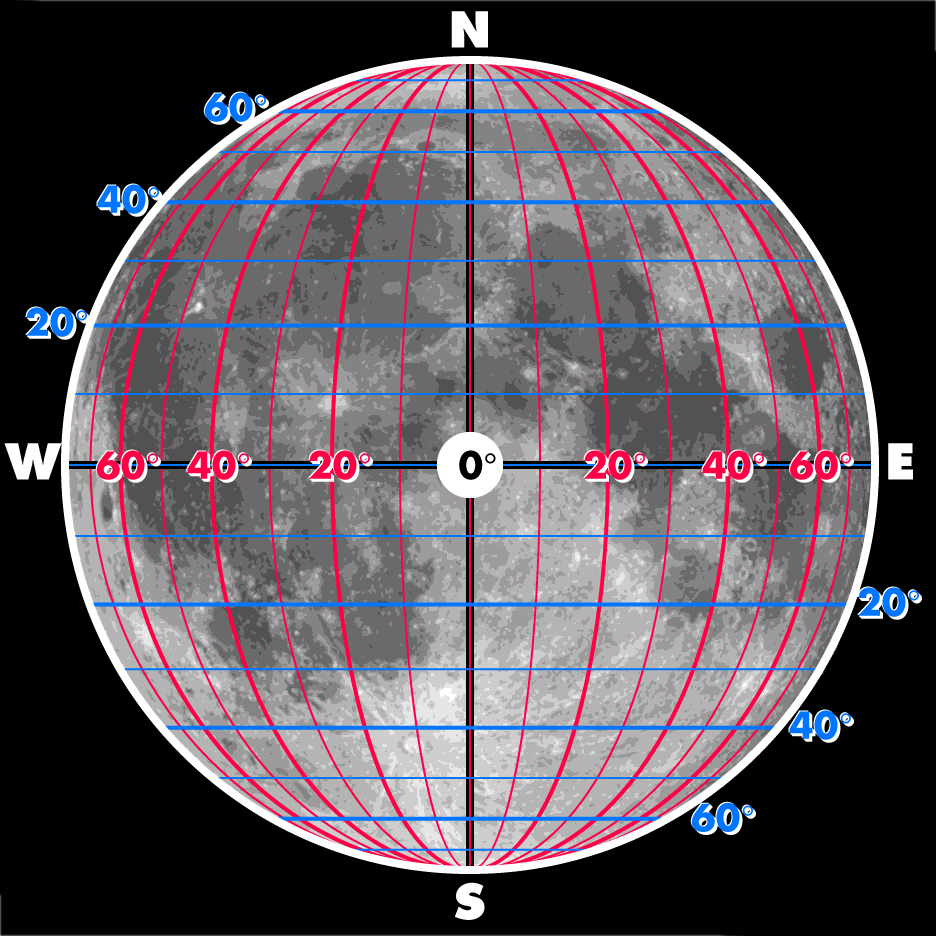
خريطة القمر مع الإحداثيات القمرية

الإحداثيات القمرية (بالإنجليزية: Selenographic coordinates)‏ ترمز إلى المواقع على سطح القمر التابع للأرض.
من الممكن تحديد أي موقع على سطح القمر بقيمتين عدديتين، هاتان القيمتان تقابلان دائرة العرض وخط الطول على الأرض. خط الطول يعطي الموقع بالنسبة لشرق وغرب القمر حول خط الطول الرئيسي وهو الخط الذي يمر في نقطة سطح القمر المواجهة مباشرة للأرض. أما خط العرض فيعطي الموقع شمالاً وجنوباً بالنسبة لخط استواء القمر. تقاس كلا الإحداثيات بواحدة الدرجة.